# 馮國璋
馮國璋（1859年1月7日—1919年12月28日），字华甫，直隶省河间府河间县（今河北省河间市）人，中国军事、政治人物，民国北京政府軍
上将军（直系），中華民國副總統、代理大總統，與王士珍、段祺瑞並稱為北洋三傑。

## 生平

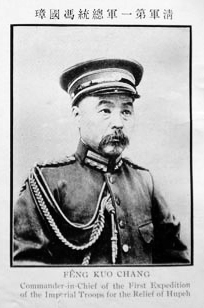
《大革命写真画》中1911年的馮國璋

### 从清末到民初
1890年，馮國璋毕业于位于天津的北洋武备学堂。1896年投奔袁世凯，任新建陆军督练营务处总办。1901年底，袁世凯在保定设军政司，馮國璋任教练处总办。1903年中央练兵处在顺天府成立后，任军学司司长。1906年，署正黄旗蒙古副都统兼陆军贵胄学堂总办。1907年至1911年，任军谘使。
1911年武昌起义后，馮國璋任第一军總統，率领北洋军赴湖北镇压革命。11月27日，冯国璋指挥北洋军攻占汉阳，因此功绩而被清廷封为二等男爵。11月30日，清军在汉口败退时，冯国璋下令火烧汉口街市，大火延烧四天四夜，使得汉口旧市区受到严重破坏。接着在12月中旬，冯接替载涛担任禁卫军统领。1912年，中华民国成立，清帝退位，袁世凯任中华民国临时大总统，馮國璋任总统府军事处处长。同年9月，馮國璋改任直隶都督兼民政长。

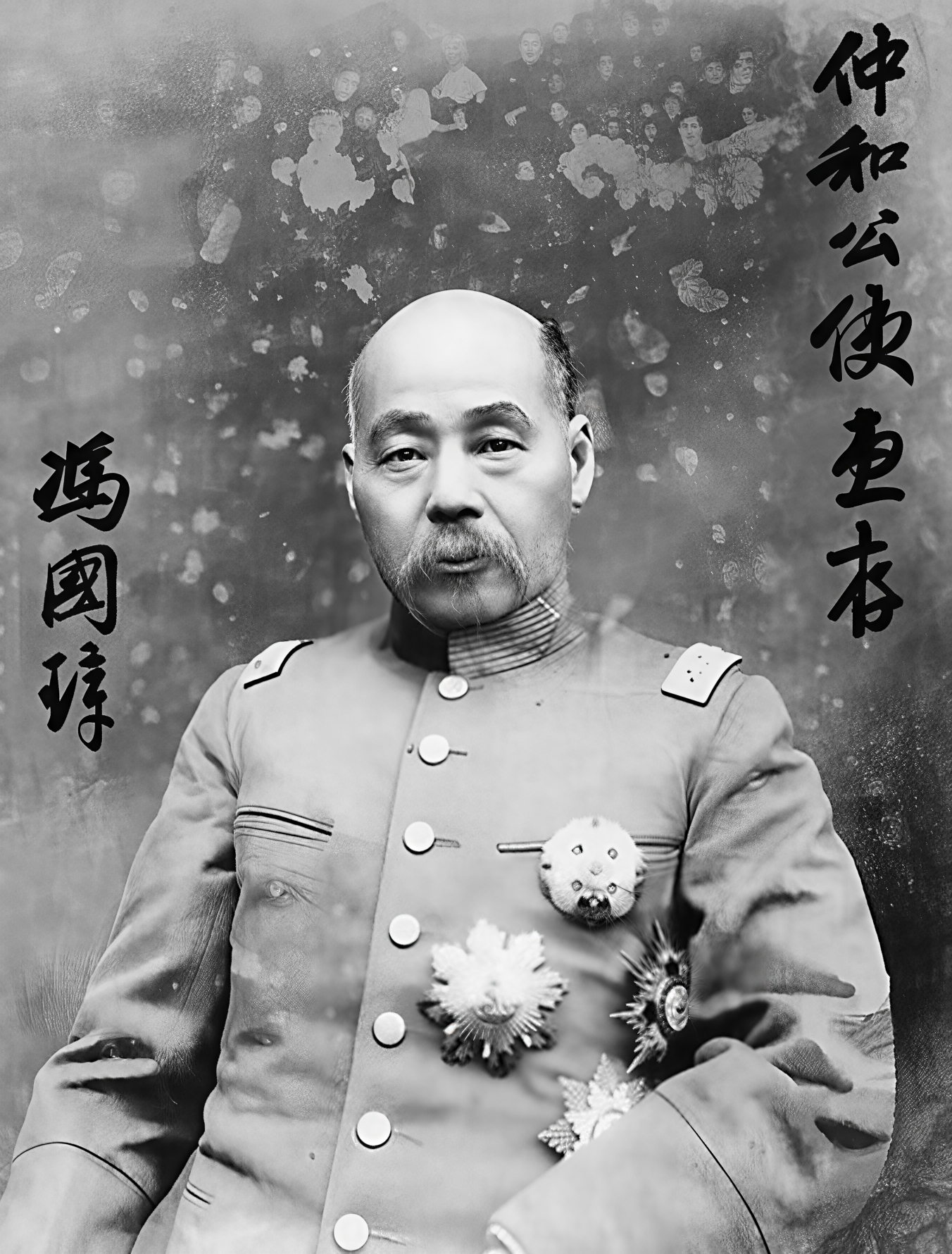
冯国璋题赠章宗祥的照片

1913年7月，“二次革命”爆发，馮國璋奉袁世凯之命率军镇压，9月，攻克南京。12月16日，署任江苏都督，坐镇东南。1914年6月30日，裁撤各省都督，获授将军府宣武上将军，督理江苏军务。

### 反对袁世凯称帝
袁世凯之所以任命冯国璋为江苏督军，一方面是论功行赏，另外一方面他和张勋、宗社党交往过密引起袁世凯警觉，因此袁世凯故意劝告任职仅仅一个月的张勋辞去江苏督军，由冯国璋继任，企图制造二者冲突，然而两人不但没有发生冲突，反而令冯国璋从张勋处得知袁世凯嘱其代为监视，同时袁世凯还将自己的家庭教师、三姨太太干女儿周砥嫁与冯国璋借以监视，冯国璋在江苏站稳脚跟后，袁世凯继续压缩军费，分割江苏省职权与郑汝成、张勋等人，又罗织罪名弹劾冯国璋下属，冯国璋因此极为不满。1915年3月，冯国璋幕僚及宗社党人上海秘密集会讨论借二十一条声势讨袁复辟，冯国璋对于袁世凯的忤逆之心日益彰显。稍后恢复帝制的传闻四起，袁世凯在冯国璋面前竭力否认，直到8月筹安会成立后邀请冯国璋加入，冯国璋这才意识到受到蒙骗。9月冯国璋和张勋等人联电声明审慎更改国体，袁世凯颇为不满，派内史监阮忠枢游说冯国璋，使其允诺不明面反对帝制，后来又派多人疏通，然而冯国璋一面声明自己没有图谋总统大位的心思，一面反对袁世凯复辟帝制，冯国璋在帝制活动中态度消极。。12月，袁世凯筹备登基称帝，21日，冯国璋被封为一等公，袁世凯又任命他为参谋总长。
护国战爭爆发，1916年3月，袁世凯意欲任命冯国璋为征滇总司令，但冯国璋称病不出，且又营造舆论，以南京政商两界联名挽留为由拒绝就任，舆论认为袁世凯意图调虎离山，撤离其在江苏的军政实权。19日，冯国璋联络长江巡阅使张勳、江西将军李纯、山东将军靳云鹏、浙江将军朱瑞，联名发出致各省将军的密电（史称“五将军密电”），征求各省对撤销帝制的意见。3月20日，袁世凯发现五将军密电。该密电对袁世凯影响很大。22日，袁世凯取消帝制，23日，冯国璋被免去参谋总长一职。4月18日，他与齐耀琳提出和平办法八条，请求未宣告独立各省支持，有意当调停人，却于25日发电劝袁世凯退位，他先抱怨说：
特以耿直性成，未能隨時俯仰，他人肆其讒搆，不免浸潤日深，遂致因閒生疎，因疑生忌，倚若心腹，而密勿不盡以聞，責以事功，而舉動復多掣肘，減其軍費，削其實權，全省兵力四分，統系不一，滬上一隅，復與中央直接，使急難之頃，舍國璋向日舊部外，無一可用之兵！
然后恳请袁因时度势，早作决断：
若察時度理，見爲無術挽回，無寗敝蓗尊榮，亟籌自全之策，庶幾令聞可復，危險無虞，苟長此遷延，棼絲不斷，漸流橫潰，防禦終窮，各省牽率動搖，寖至交通斷絕，必羣陷於獨立，欲振拔而末由，國璋縱具有天良，不忘舊誼，獨以擁護中央相號召，亦恐應者無人，則大總統孤立寡援，來日殊不堪設想！
5月6日，冯国璋与张勳、倪嗣冲商量后，三人邀请未独立各省派代表于是月15日到南京会议。从17日至22日，17省代表在南京闭门会议，沒有任何确实成果，便草草收场，会议后，冯国璋与张、倪二人向护国军领袖拍发了一通不痛不痒的电文。

### 从副总统到大总统

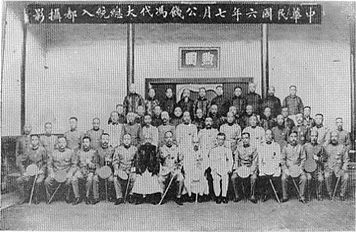
1917年7月，冯国璋代大总统（前排左八）进京前与南京各界官员及代表在煦园合影

1916年6月6日袁世凯病逝，黎元洪继任大总统后，张勳、倪嗣冲与北方各省督军密筹同盟，冯国璋却无意参加，8月中旬，他多次要求张倪二人回安徽驻紮，不可留在徐州，10月30日经过国会补选，馮國璋当选为副总统，兼领江苏督军，在南京办公。此后，随着北洋集团的分裂为皖系、直系，馮國璋成为直系首领。1917年5月，国务总理段祺瑞正急于向德国宣战，与国会中反对宣战的议员两不相让，冯国璋讬病，留在南京劝和。6月14日，張勳入北京，却于7月1日拥宣统帝复辟，总统黎元洪逃入日本使馆，6日，冯国璋在南京就任代理总统。后来张勋被段祺瑞所镇压，但黎元洪拒绝复任，馮國璋便于7月31日赴北京執政（任至1918年10月10日期满），段祺瑞复任国务总理。

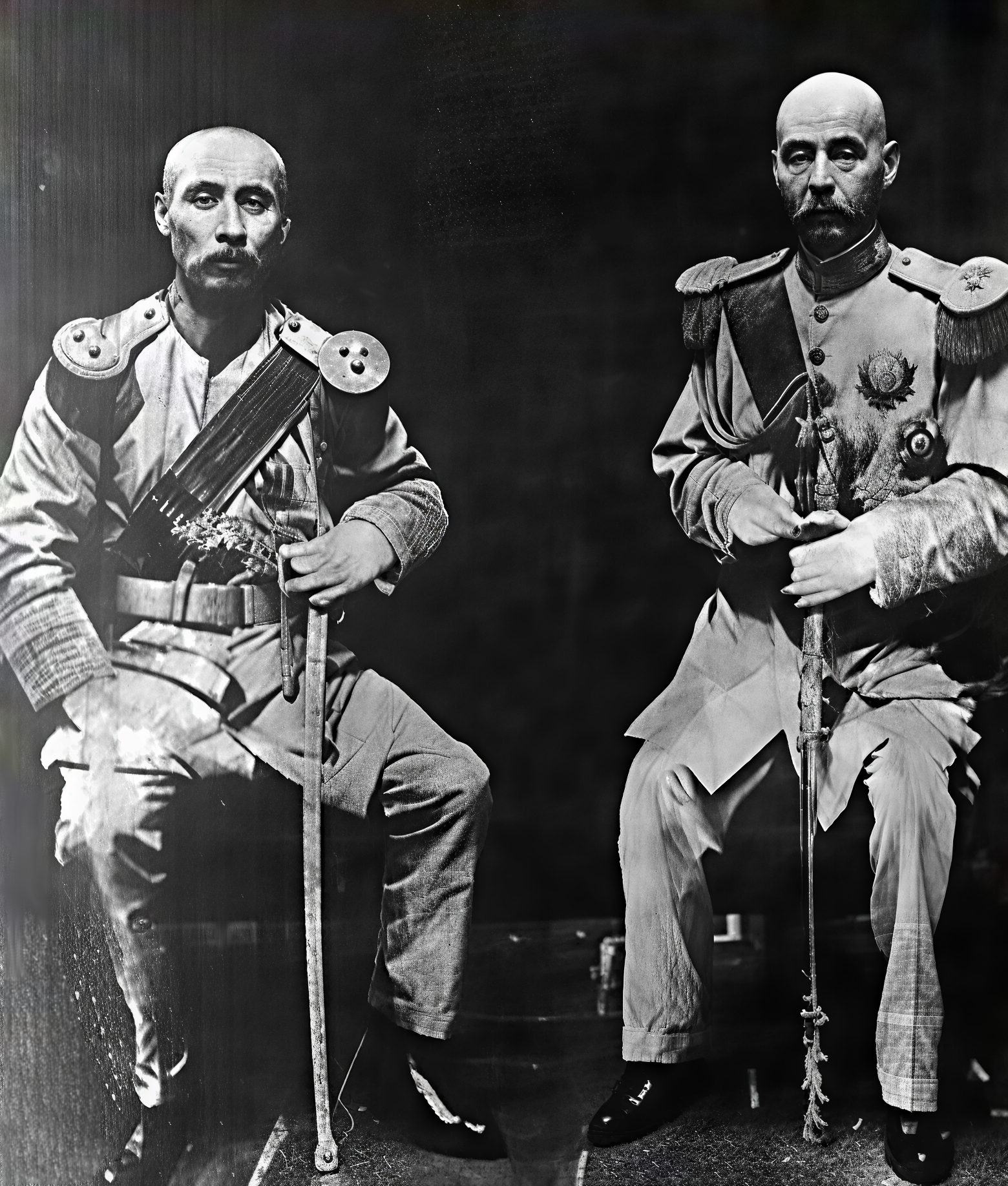
1917年，冯国璋（右）同段祺瑞（左）合影

因为段祺瑞拒绝恢复被黎元洪解散的国会，引发了护法运动，粵桂滇黔四省与北京政府在湖南、四川开战，馮国璋主张和平统一全国，反对段祺瑞的“武力统一”。冯国璋联合湖北督军王占元、江西督军陈光远和江苏督军李纯，对抗段祺瑞的皖系势力，再起府院之争。1918年8月12日，新国会开幕，冯国璋于当天声明不参加大总统竞选。9月4日，安福国会选举徐世昌为新任大总统。10月7日，冯国璋于卸任前向全国发一电，自责无能，无法解决南北纠纷，却又暗指段祺瑞、孙文眾人扰乱和平。
查兵禍之如何醞釀，實起於國璋攝職以前，而兵事之不能結束，則在國璋攝職以後，其中曲折情形，雖有不得已之苦衷，要皆國璋無德無能之所致。兵連禍結，於斯已極……國璋固不能無罪於蒼生，而南北諸大要人，皆以意見爭持，亦難逃世之公論。吾輩爭持意見，國民實受其殃……雙方如不及早囘頭，推誠讓步，恐以後爭無可爭。
10月10日，徐世昌正式就任大总统，与冯国璋行交替礼。同日，徐世昌发布第一道命令，“内阁总理段祺瑞辞职照准，派内务总长钱能训暂代。”由此，冯国璋和段祺瑞同时下野。

### 从下野到逝世

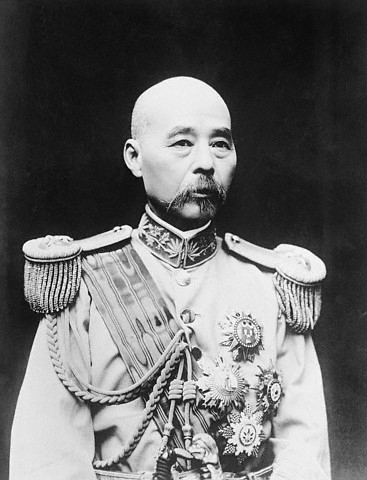
冯国璋

下野后，冯国璋于1919年春返回家乡河间县经营家业，投资开滦煤矿、中华汇业银行等。同年10月，冯国璋回到京兆地方。
1919年12月28日，馮國璋病逝于京兆地方（今北京市）家中（今东城区帽儿胡同13号），享年62岁。临终前，他曾召张一麐口授遗言给徐世昌：“和平统一，身未及见，死有遗憾，希望总统一力主持，早日完成。”此外，他还遗电全国各省长官：“愿内外同心，化除轸域，和平统一，务底于成。”

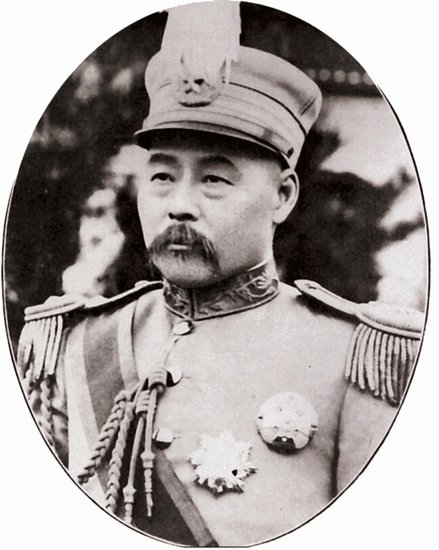
冯国璋

冯国璋逝世后，北洋政府通令全国下半旗三天致哀。徐世昌和段祺瑞分别亲赴冯宅吊丧。段祺瑞两次赴冯宅登门吊唁，在冯灵前放声大哭。徐世昌则于12月31日亲赴冯宅祭奠。不久，由国务院咨请众议院同意，为冯国璋举行国葬礼。国务会议议决花京钞五万八千元为冯国璋治丧。国葬期间，在北京公祭一个月，1920年2月2日，移灵出京兆地方，归葬河间县诗经村原籍，各政府机关都在路上搭篷设祭。和冯国璋颇有私交的军政要人王克敏、冯耿光、师景云、张联棻等数十人伴灵柩回河间原籍。3月20日，灵柩大殡入土。其墓在文化大革命期间曾遭破坏。

## 家庭

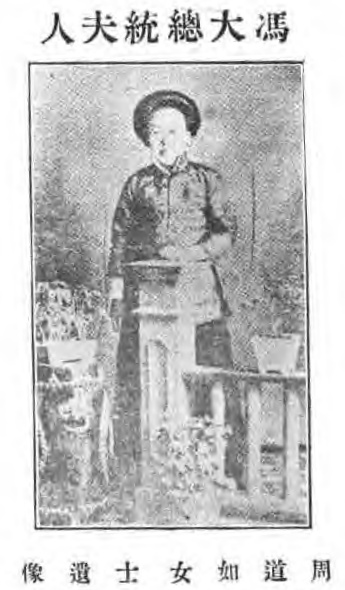
馮大總統夫人周道如女士遺像

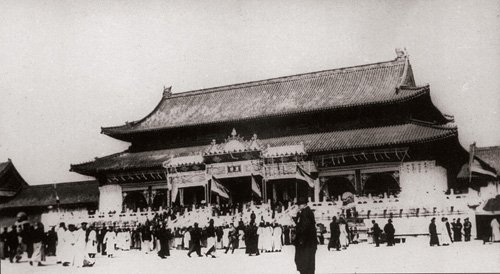
1919年太和门冯国璋灵堂大门

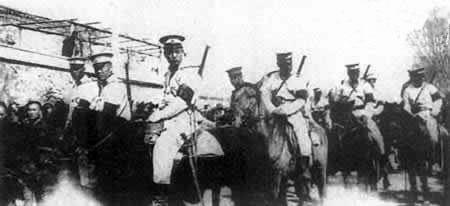
1919年冯国璋出殡

馮國璋的元配为吴凤，二次革命后冯任江苏督军期间去世；续弦为周砥（周道如），苏州人，曾是袁世凯的家庭老师。此时馮國璋有一妻四妾——正妻周砥（周道如）去世后，第一房姨太太彭金梅被扶正，成为第三任正妻。馮國璋有五子四女：吴凤育有长子冯家遂、次子冯家迪、三子冯家遇、长女冯家逊；周砥（周道如）无子女；彭金梅育有四子冯家迈、二女冯家祯、三女冯家贤；二姨太韩氏，无子女；三姨太何艺花，育有四女冯家蝶；四姨太程氏，育有五子冯家周；五姨太胡氏，无子女。
- 長子，馮家遂，字伯祟，考入北洋大學，畢業後報捐縣丞，捐省江蘇，後經上司奏保為候補知縣。民國後被選為議員，但大半時間遵其父命在河間故里管理家務。[42]
  - 长孙：冯海岱，家遂长子
  - 三孙：馮海喦（1895-1975），名著唐，家遂次子，曾為第一屆國民大會代表，没有儿女。中华民国初年，在詹天佑身边担任翻译、文员工作。[42]
  - 四孙：馮海𡷥，家遂三子
    - 曾孙：冯犹禁
    - 曾孙：冯涤禁
      - 玄孙女：冯开路（冯越），涤禁长女

    - 曾孙女：冯兰禁
    - 曾孙女：冯丽禁
    - 曾孙女：冯菁禁

  - 孙女：冯海铭
  - 孙女：冯海锦，家遂女儿，嫁谷钟秀之子谷小波
  - 孙女：冯海莲
  - 五孙：冯海岛
    - 曾孙：冯溪禁
      - 玄孙女：冯淑娟
      - 玄孙女：冯丽娟
      - 玄孙：冯开道

  - 十孙：冯海密
    - 曾孙：冯钦禁
    - 曾孫女：馮憶慈
      - 玄外孫子：李柏叡

    - 曾孫女：馮憶慧
      - 玄外孫子：林柏宏
      - 玄外孫女：林菀婷
      - 玄外孫子：林煒翔

    - 曾孫女：馮憶辛
      - 玄外孫子：余哲皜
      - 玄外孫女：余哲溦
      - 玄外孫子：余哲寬
- 次子，馮家迪，字仲吉，邑庫生，宣統元年奉旨賞給三品蔭生，因體弱早亡。[42]育有三女
  - 次孙：冯海嵊，家迪长子
    - 曾孙：冯宣禁，1945年北京辅仁大学社会学系

  - 孙女：冯海岐
  - 孙女：冯海岚，又名五鸾，家迪小女，嫁曹锟之孙曹郁文。
  - 孙女：冯海嶙
- 長女，馮家遜，1883年生，夫陳之驥（1882-1964），系清末直隶总督陈夔龙之子。[42]
  - 外孙：陈海辰，1915年生于北京
    - 曾外孙：陈泉
    - 曾外孙女：陈禹

  - 外孙：陈海𡽄
- 三子，馮家遇，1888年生，字叔安，先入保定北洋速成武備學堂，後選送練兵處，考取留學生赴德國，入柏林工學院，專攻化學冶金專業，回國後任直隸省兵工廠幫辦。[42]
  - 孙女：冯海曦，家遇长女，1915年生
  - 六孙：馮海崙，家遇长子，1916年生
    - 曾孙：冯勇，海崙长子，1945年生于天津
    - 曾孙女：冯筠，海崙长女
    - 曾孙：冯毅，海崙次子，1949年生于天津
    - 曾孙女：冯茹，海崙次女

  - 孙女：冯海昭，1917年生
  - 孙女：冯海音，1917年生
    - 外曾孙：赵炳俭

  - 七孙：冯海巍，家遇次子，1919年生
    - 曾孙女：冯固，海巍独女，1955年生于天津

  - 孙女：冯海昀
  - 八孙：馮海崗，家遇第三子，1920年1月生，北平輔仁大學教育系畢業，曾任中國國民黨北平市黨部第八區黨部執行委員。[42]妻刘益素
    - 曾孙女：冯幸耘，1947年生
    - 曾孙：冯信，1948年生
      - 玄孙女：冯平

    - 曾孙女：冯传书，1950年生
    - 曾孙：冯达，1955年生
    - 曾孙：馮鞏，馮海崗第三子，1957年12月6日生，是著名相聲演員。在2010年拍摄的电影《建党伟业》中饰演馮國璋。[43]
      - 玄孙：冯开诚，1984年7月出生，

  - 九孙：冯海嶷，家遇四子，1923年生
    - 曾孙女：冯众书，海嶷小女

  - 孙女：冯维，1926年生
  - 孙女：冯绅，1927年生
  - 十一孙：馮海崑，家遇五子，1930年生
  - 十二孙：冯海峨，家遇第七子，1992年去世
  - 孙女：冯绶，1933年生
- 二女，馮家禎
- 三女，馮家賢
- 四女，馮家蝶
- 四子，馮家邁，1910年生，字季遠，先入清華大學留美預備班，後赴法國留學，學習農業。[42]
  - 孙女：冯容，家邁长女儿，1933年2月生
  - 孙女：冯友，家邁二女儿，1933年生
  - 孙女：冯宾，家邁三女儿，1934年生于北京
  - 十三孙：冯海山，家邁长子，1943年生于北京
  - 十四孙：冯海岳，家邁次子，1944年生于北京
  - 孙女：冯寰，1945年生于北京
  - 十五孙：冯海峒，家邁三子，1946年11月生于北京
  - 孙女：冯玖，1951年12月生于北京
  - 十六孙：冯海岭，家邁四子
- 五子，馮家週，1919年1月生，畢業於輔仁大學經濟系[42]
  - 孙女：冯智慧，家週长女，1947年11月生于天津
  - 孙女：冯智洁，家週次女，1949年7月生于天津
  - 十七孙：冯海崇，家週长子，1950年生于天津，1974年身亡。
  - 十八孙：冯海岂，家週次子，1954年10月生于天津
    - 曾孙：冯正轩